# Аляска, сэр!
«Аляска, сэр!» — российский фильм 1992 года, единственный фильм режиссёра Вячеслава Реброва, снятый его независимой киностудией «Русь».

## Сюжет
1939 год, Львов, Польша. Под ширмой участия в международных автогонках сюда прибывает Андрей Львов, русский эмигрант — бывший белогвардеец, русский офицер. Он одержим идеей выкупить Аляску — русскую землю. Для этого он планирует ограбление львовского банка, где хранятся сокровища русского царя. План ограбления продуман им до мелочей, но сокровища тщательно охраняются полицией, а кроме того за ними также охотятся как местные бандиты, так и советские агенты НКВД.

разворачиваются причудливые события, в орбиту которых втянуто большое количество персонажей — от авантюристов, отпетого жулья, кафешантанных девиц до советских чекистов. Картина окутана флером тонкой иронии. В главной роли снялся артист Владимир Машков, становящийся российским Джеймсом Бондом.— Аляска, сэр! // журнал «Вестник», 1996

## В ролях
- Владимир Машков — Андрей Львов, он же Анджей Полянский
- Елена Романова — Марта
- Алексей Жарков — Катар
- Лев Любецкий — комиссар
- Евгений Весник — пан Исаак
- Виктор Щербаков — Семён Игнатьевич Сажин
- Михаил Горевой — Яцек
- Григорий Майков — Левандовский
- Александр Титов — Агафонов
- Юрий Потёмкин — Стах
- Валерий Шибаев — Войтек
- Марина Потапова — Крыся
- Эдуард Рейтблат — Моня
- Зинаида Дехтярёва — сестра комиссара
- Леонид Сатановский — владелец банка

## Песни
В фильме звучат песни в исполнении Таисии Повалий «Вальс-бостон» и другие романсы.

## Производство
Один из ранних независимых фильмов России — единственный фильм режиссёра Вячеслава Реброва, снятый его независимой киностудией «Русь», основанной совместно с женой продюсером Татьяной Ребровой, по сценарию её сына, дебютировавшего как сценарист. Редактором студии была киновед Елена Плахова, жена кинокритика Андрея Плахова. Всего студия сняла лишь четыре игровых фильма в 1990-е: политическая драма — фарс О. Жуковой «Ночь длинных ножей», бытовая драма Е. и С. Раздорских «Террористка», и мистико-политическая аллегория «Сумасшедшая любовь» А. Квирикашвили. «Аляска, сэр!» стала последним художественным фильмом студии, и хотя он неплохо продавался и принёс прибыль, но финансовое положение студии было плачевным и затем она снимала только документальные фильмы и рекламные ролики.

## Критика
Фильм, на мой взгляд, очень симпатичный стильный иронический детектив на фоне старого Львова «a ля Юлиуш Махульский».— Искусство кино, 1993

Если мы возьмём гангстерский фильм о соперничестве благородного грабителя с неблагодарными головорезами. Если мы возьмем притчу о неудачнике-изобретателе, на помощь которому приходит хороший, но и всё-таки разбойник. Да ещё прибавим русского эмигранта, который одержим идеей переселить всех своих соплеменников на Аляску, чтобы не было ни большевиков, ни европейцев, а одни только русичи… Вот если мы всё это возьмём, перемешаем, добавим перчику, обнажённую ножку (не более, никакого там новомодного сексу!) и французское бельё, автомобильные гонки, «ероплан» и воздушный шар, заставим хороших актёров сыграть нечто романтическое про влюбленных, которым мешают то гангстеры, говорящие почему-то на бабелевско-одесском языке, то мордовороты НКВД, то получится картина «Аляска, сэр!» с неплохой музыкой, после которой не остаётся никаких мыслей, кроме одной: ну ведь умеют же люди делать фильмы, на которых можно просто отдохнуть!— Владимир Матшев — Умеют же люди! // Журнал «Столица», 1993